# Loomis (Waszyngton)
Loomis – jednostka osadnicza w Stanach Zjednoczonych, w stanie Waszyngton, w hrabstwie Okanogan.